# Stelletta digitifera
Stelletta digitifera är en svampdjursart som först beskrevs av Claude Lévi 1959.  Stelletta digitifera ingår i släktet Stelletta och familjen Ancorinidae.
Artens utbredningsområde är havet utanför São Tomé och Príncipe. Inga underarter finns listade i Catalogue of Life.